# Gerald Kisoun
Gerald W. Kisoun (né en 1953 dans le delta du Mackenzie) est le commissaire des Territoires du Nord-Ouest depuis 2024. Il a également occupé la fonction de commissaire adjoint des Territoires du Nord-Ouest de 2011 à 2017 et de commissaire par intérim entre le départ à la retraite de George Tuccaro le 10 mai 2016 et la nomination de Margaret Thom en juin 2017.

## Biographie
Gerald Kisoun est né en 1953 dans la région du delta du Mackenzie (région d'Inuvik) et est d'origine inuvialuit et gwich'in.
Kisoun est policier au sein de la Gendarmerie royale du Canada (GRC) pendant vingt-cinq ans, de 1971 à 1996, servant à Tuktoyaktuk et Inuvik, dans les Territoires du Nord-Ouest, ainsi qu'en Alberta et au Yukon. Après sa retraite, il travaille pendant 17 ans à Parcs Canada, au sein de l'Unité de gestion de l'Arctique de l'Ouest, où il assure la liaison avec les écoles locales et milite en faveur de l'éducation scientifique et du patrimoine culturel des étudiants.
Au cours de sa carrière, Kisoun siège à divers conseils et comités, notamment au Conseil du tourisme des Territoires du Nord-Ouest, à l'Office des terres et des eaux des Gwich'in, à l'Office d'aménagement territorial des Gwich'in, au Comité consultatif autochtone des commandants divisionnaires de la GRC et au Comité des aînés de la Société communautaire d'Inuvik,.
En 2015, Kisoun reçoit la Médaille polaire du Canada et est décrit comme un « aîné très respecté » qui a « travaillé sans relâche pour renforcer la sensibilisation et la compréhension du Nord canadien et de ses habitants ».
Le 19 avril 2024, le premier ministre Justin Trudeau annonce la nomination de Kisoun à la fonction de commissaire des Territoires du Nord-Ouest, ce dernier devant entrer en fonction le 14 mai 2024.

## Honneurs
Gerald Kisoun reçoit divers honneurs au cours de sa carrière, notamment le Très vénérable ordre de Saint-Jean, l'Ordre des Territoires du Nord-Ouest (en) en 2024, la Médaille polaire (en) en 2015, la Médaille commémorative du 125e anniversaire de la Confédération du Canada (en) en 1992, la Médaille du jubilé de diamant d'Élisabeth II en 2012 et la Médaille d’ancienneté de la Gendarmerie royale du Canada (en).